# Tiento (pintura)

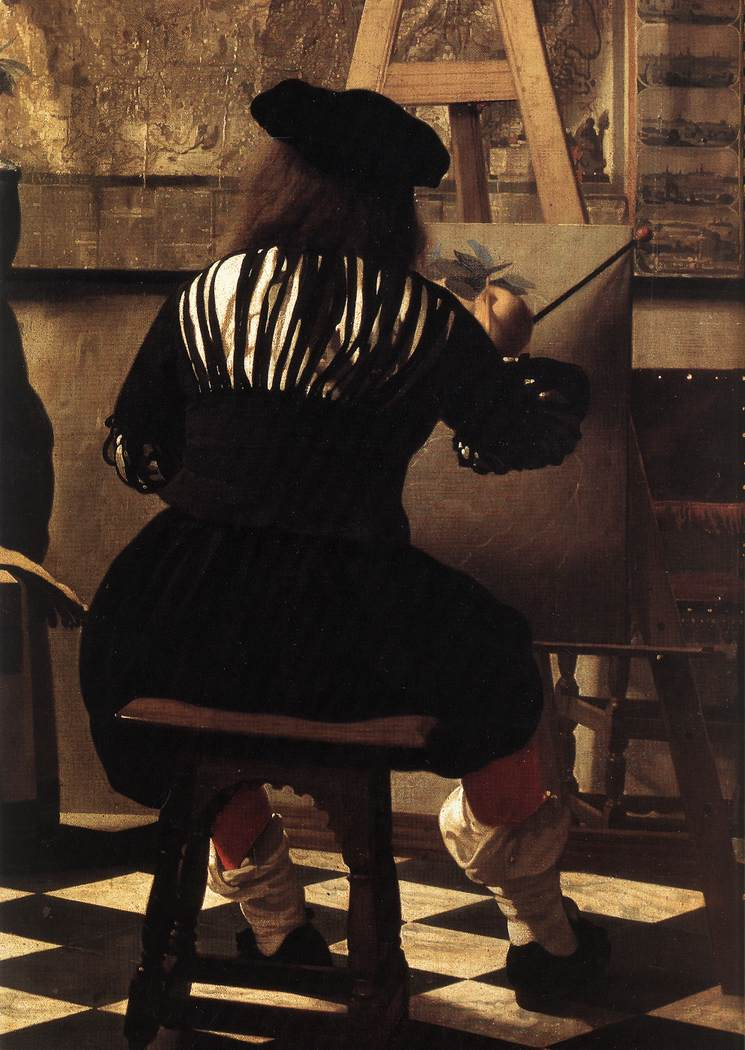
Vermeer se apoya en el tiento en su obra El arte de pintar (detalle)

En arte de la pintura, se llama tiento a una varita que utilizan los pintores. Los tientos tienen generalmente cerca de un metro de longitud, son de madera ligera y terminan en una esfera de madera cubierta de tela o de piel. 
El pintor sostiene el útil con la mano izquierda junto con la paleta y los pinceles y lo apoya ligeramente en el borde del cuadro o sobre el lienzo cuando éste tiene grandes dimensiones. Esta varita pasando oblicuamente por delante del cuadro sirve de punto de apoyo a la mano derecha del pintor cuando está ejecutando la obra. 